# Thalassocetus
Thalassocetus — рід морських ссавців з родини кашалотових (Physeteridae), хоча докази належності до родини когієвих (Kogiidae) теж наводились. Викопні рештки знайдені в міоценових відкладеннях у Бельгії та Нідерландах. Описано один вид Thalassocetus antwerpiensis.